# 2014 balesetei
Ez a lap 2014 jelentősebb, súlyosabb, több embert érintő vagy nagyobb sajtóvisszhangot kapott baleseteit, tömegkatasztrófáit sorolja fel.

## Január
- Szilveszter–újév napjának éjszakája
  - Magyarország: több tűzesethez kellett tűzoltóknak vonulniuk Pécsett, Gödön, Várpalotán, Budapesten, Szegeden, Érden, Zalaegerszegen és Enyingen. Valamennyi esetben az újév megünneplésére vásárolt tűzijátékok okoztak kisebb tüzeket.[1] 14 petárdabaleset, valamint verekedések, késelés és túlzott alkohol- és kábítószer-fogyasztás miatt is 74 embert kellett kórházba szállítani.[2][3]
- január 2. – India: Szakadékba zuhant egy busz Mumbaitól 160 km-re, a 40 utasból körülbelül 30-an meghaltak.[4]
- január 3.
  - Magyarország: Egy személyautó elütött 3 közmunkást Karcagnál a 4206-os úton, minek következtében 2 munkás meghalt.[5]
  - Németország: Egy nagyméretű világháborús bomba felrobbanásakor meghalt egy munkás Euskirchenben.[6]
- január 5. – Szaúd-Arábia: Kényszerleszállást hajtott végre a Saudia légitársaság zarándokokat szállító Boeing 767-es gépe Medinában, minek következtében a 315 utasból és személyzetből 29-en megsérültek.[7]
- január 7. – Anglia: Lezuhant egy amerikai katonai helikopter Norfolkban, négyen meghaltak.[8]
- január 8. – India: Tűz ütött ki egy Mumbaiból induló expresszvonaton, kilencen meghaltak és többen megsérültek.[9]
- január 9.
  - Japán: Robbanás történt a Mitsubishi Materials gyárában, Mie prefektúrában. A balesetben öten meghaltak és több mint 15-en megsérültek.[10]
  - USA: Lezuhant egy MH-53-E Sea Dragon típusú katonai helikopter Virginia partjainál. Az ötfős személyzetből ketten meghaltak.[11]
  - USA: Nyugat-Virginia államban szükségállapotot rendeltek el, miután 4-metilciklohexán-metanol ömlött az Elk folyóba.[12][13]
- január 10.
  - Argentína: Két argentin újságíró és egy belga motorversenyző meghalt a Dakar-ralin.[14]
  - Kolumbia: Öt ember meghalt egy Bell 206 típusú helikopter lezuhanása miatt.[15]
  - Ausztria: Az A4-es autópályán történt balesetben életét vesztette 3 magyar állampolgár.[16]
- január 12. – Németország: Lezuhant egy kisrepülőgép a Trier melletti repülőtéren, a gép 4 utasa meghalt.[17]
- január 13. – Magyarország: Gázrobbanás következtében lakhatatlanná vált 16 lakás Budapesten, a Lehel utcában, nem messze az aznap reggeli robbantás helyszínétől.[18]
- január 15.
  - Kína: Csöcsiang tartomány Venling városában kigyulladt egy cipőgyár, minek következtében több mint 15 munkás meghalt.[19]
  - Pakisztán: Kamionnal ütközött egy busz az ország déli részén, az utasok közül 19-en meghaltak, köztük 17 iskolás gyerek.[20]
- január 23. – Kanada: Leégett egy idősotthon L'Isle-Verte-ben, 5 lakó meghalt, harmincan eltűntek.[21]
- január 25. – Magyarország: Leégett egy pulykatelep Egyházasfaluban, 8 és fél ezer pulyka elpusztult, egy ember az oltás során megsérült.[22]
- január 26. – India: Felborult egy turistákat szállító komp a Bengáli-öbölben, az Andamán-szigeteknél. A balesetben legalább 21-en meghaltak.[23]
- január 28. – Magyarország: 2 ember meghalt Mohácson, szén-monoxid-mérgezés következtében.[24]
- január 31. – Kína: A holdújév előestéjén és éjszakáján összesen 10 ember halt meg az ünnepi tűzijátékok miatt keletkező tüzek során.[25]

## Február
- február 1. - Olaszország: Egy spanyol búvár meghalt a 2012 januárjában elsüllyedt Costa Concordia óceánjáró roncsainál, miközben a kiemelését készítette elő.[26]
- február 4. - India: Mahárástra államban lezuhant egy busz egy hídról, a balesetben tízen meghaltak.[27]
- február 6. - Dél-afrikai Köztársaság: A felszínre hozták a holttestét annak a 8 bányásznak, akik a február 4-én, 1700 méter mélyen kitört tűz következtében haltak meg egy Johannesburg melletti aranybányában.[28]
- február 7. – Magyarország: Egy Pécsről Székelyföldre induló kirándulóbusz árokba borult a Babarc és Lánycsók között M6/M60-as autópályán, a balesetben a 22 utas közül 4-5 fő sérült meg súlyosabban.[29]
- február 8.
  - Franciaország: Alpes-de-Haute-Provence megyében kisiklott egy vonat, mely Nizzából Digne-Les-Bains-be tartott. A balesetben legalább ketten meghaltak és többen megsérültek.[30]
  - USA: Savannah kikötőjében tűz ütött ki egy 21 000 m²-es raktárban, ahol 5600 tonna nyersgumi kapott lángra.[31]
  - Szaúd-Arábia: Tűz ütött ki egy szállodában Medinában, aminek következtében 15 ember meghalt és 130-an megsérültek.[32]

## Március

A Malaysia Airlines 370-es járata induló (Origin Airport) és célállomása (Intended Destination), valamint utolsó ismert pozíciója (Last Contact) a Thai-öböl felett

- március 7. – Katar: az Al Khor repülőtéren egy bemutatón lezuhant Extra 330 SC típusú repülőgépével Nádas Tamás. A többszörös magyar bajnok műrepülő a helyszínen meghalt.[33]
- március 8. – Valószínűleg tengerbe zuhant az Malaysia Airlines maláj légitársaság Kuala Lumpur–Peking útvonalon közlekedő Boeing 777−200 típusú gépe, fedélzetén 227 utassal és 12 fős személyzettel.[34]

## Április
- április 16. – Dél-Korea: felborult és elsüllyedt egy komp, az utasok (többségében diákok) közül sokan életüket vesztették.[35]

## Május
- május 13. - Törökország: Soma városa melletti szénbányában transzformátorrobbanás történt, majd tűz ütött ki egy tárnában. A bányában tartózkodó 787 munkás közül 301-en vesztették életüket az ország addigi legsúlyosabb bányabalesetében.[36]

## Július
- július 15. – Magyarország: meggyulladt és leégett az Andrássy út 83-85. számot viselő, Kodály köröndön álló épület teljes tetőszerkezete és harmadik emelete. A tetőn éppen felújítási munkákat végeztek, s két embert őrizetbe vettek közveszélyokozás gyanújával. Az épületet életveszélyessé nyilvánították.[37]
- július 17. – Ukrajna: a Malaysia Airlines menetrend szerinti járata lezuhant az orosz–ukrán határ közelében. A repülőgépet föld-levegő rakéta találta el, a fedélzetén tartózkodó 298 ember meghalt.[38]

- július 19.
  - Németország - Drezda közelében hajnali két órakor összeütközött 3 autóbusz. A balesetben kilencen meghaltak és negyvenen megsérültek.[39]
  - Magyarország - Dunakeszinél két személyvonat azonos vágányon haladt, egymással szemben. A szerelvényeket egymástól 30-50 méterre tudták csak megállítani.[40]
- július 23. – Tajvan: a Transasia légitársaság GE 222-es járata kényszerleszállás közben lakott területre zuhant a Tajvan melletti Penghu-szigetek Makung repülőterénél. Az ATR 72-típusú utasszállító repülőgépen tartózkodó 54 utasból és 4 fős személyzetből 48-an életüket vesztették, tízen megsérültek.[41]
- július 24. – Mali: az Air Algerie AH 5017-es járata Gossi városa mellett feltehetőleg rossz időjárási és látási viszonyok miatt lezuhant. Az MD–83-as típusú  utasszállító gép mind a 116 utasa életét vesztette.[42]

## Augusztus

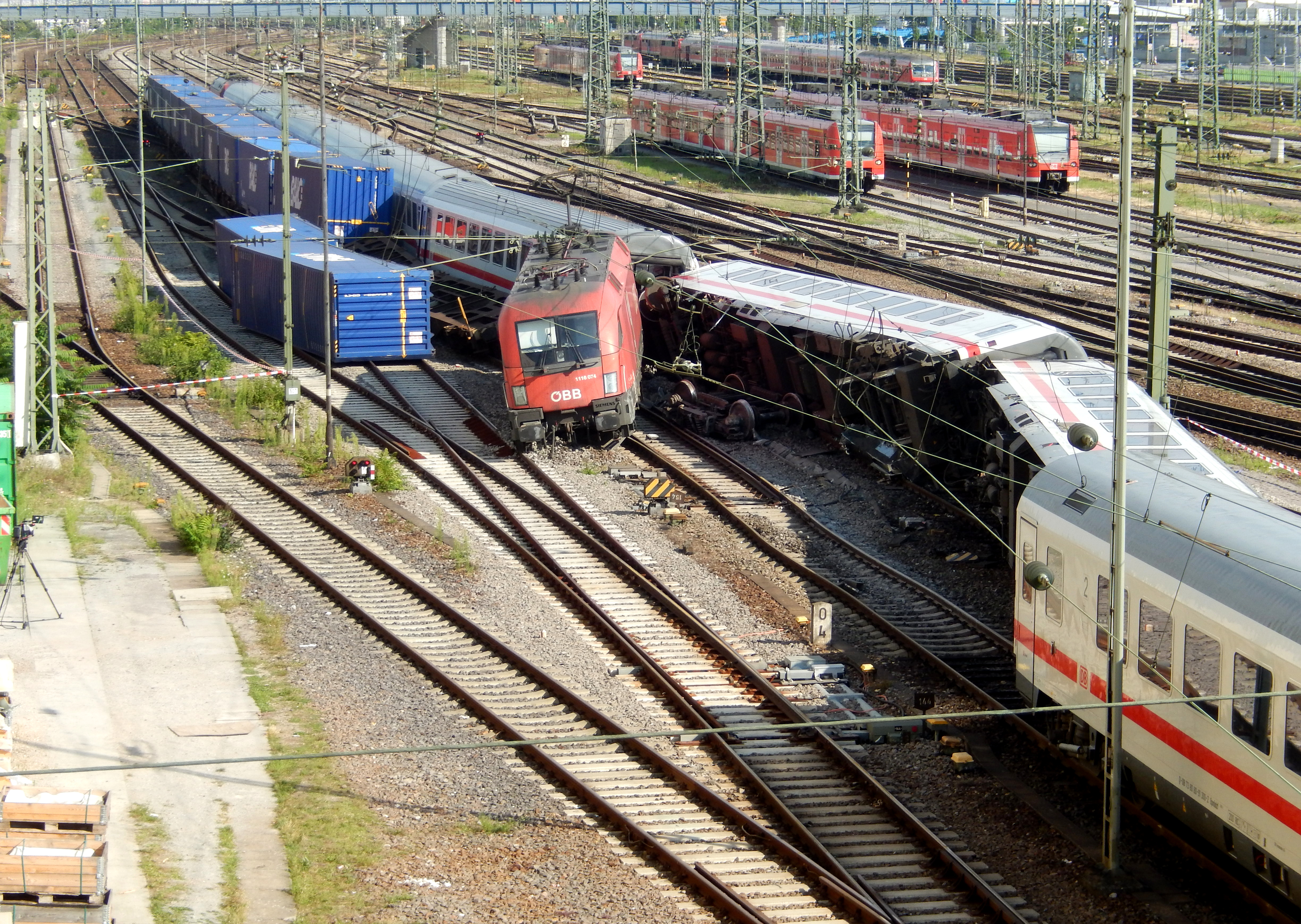
A mannheimi baleset (augusztus 1.)

- augusztus 1. – Németország: Negyvenen könnyebben, öten súlyosan megsérültek Mannheim főpályaudvarán, amikor a Rail Cargo Austria Sopron felé tartó tehervonata oldalról belefutott a Saarbrücken felé tartó 216-os EuroCity vonatba. A tehervonat mozdonya kisiklott, az EuroCity két kocsija felborult.[43]
- augusztus 10. – Irán: Röviddel a felszállás után a teheráni Mehrabad nemzetközi repülőtér közelében lezuhant az iráni Szepahan légitársaság 5915-ös járatát teljesítő EP-GPA lajstromjelű IrAn–140 típusú utasszállító repülőgépe. A fedélzeten tartózkodó 48 főből 39 életét vesztette. A baleset valószínűleg hajtóműhiba miatt következett be.[44]
- augusztus 13. – Svájc: – Öten sérültek meg súlyosan, amikor egy hegyomlás Tiefencastel közelében a mélybe sodort egy személyvonatot.[45]

## Október
- október 21. – Oroszország: Moszkvában a Vnukovói nemzetközi repülőtéren felszállás közben hókotróval ütközött a Total olajcég vezetőjének Dassault Falcon 50-es privátgépe. A balesetben Christophe de Margerie is életét vesztette.[46][47]

## December
- december 28.
  - Görögország - Tűz ütött ki a Norman Atlantic nevű olasz komphajón, amin 466-an utaztak. A mentés befejeztével kiadott közlemény szerint a balesetnek 10 halálos áldozata volt.[48]
  - Indonézia - Eltűnt az Indonesia AirAsia légitársaság egy menetrend szerinti járata útban Szingapúr felé, a fedélzetén 162 utassal és személyzettel.[49]

- december 31. – Kína: A foshani Fuwa Enginieering Manufacturing autóalkatrészeket gyártó cég üzemében bekövetkezett robbanásban 17 ember meghalt és húszan megsérültek.[50]